# Hansei
Hansei (反省? „auto-reflecție”) este un termen japonez ce semnifică recunoașterea propriilor greșeli și dorința de îmbunătățire a sinelui. Aceasta este similară proverbului german Selbsterkenntnis ist der erste Schritt zur Besserung ("perspectiva asupra sinelui este primul pas spre îmbunătățire").
În hansei, atenția este îndreptată spre ceea ce nu a mers bine și pe crearea unor planuri clare pentru a împiedica repetarea greșelilor. Acest lucru se face în mod regulat. 
De exemplu, la Toyota, chiar dacă o echipă atinge obiectivul unui proiect cu succes, este organizat un hansei-kai („brainstorming”) pentru a examina ce a mers greșit. Dacă un manager sau un inginer declară că nu au existat probleme în proiect, i se va aminti că „absența problemelor este o problemă” - cu alte cuvinte, el nu a evaluat proiectul în mod obiectiv și critic pentru a găsi oportunități de îmbunătățire. Lipsa problemelor indică faptul că nu a făcut suficient pentru a-și atinge (sau a-și depăși) capacitatea așteptată.
În companiile japoneze, este frecvent ca un manager să se aștepte la hansei-ul subalternilor săi în caz de eroare. Managerul își va asuma vina în mod public, în timp ce departamentul va lucra la rezolvarea problemei.
Un alt exemplu de hansei ar fi scuzele publice ale politicienilor japonezi condamnați pentru corupție și retragerea lor din politica publică pentru câțiva ani. Ei își reiau cariera după o perioadă acceptată cultural, când simt că și-au învățat lecția.
Hansei include, de asemenea, recunoașterea succesului cu modestie și smerenie. A opri procesul de hansei înseamnă a opri învățarea. Cu hansei, nimeni nu este convins de superioritatea altcuiva si simte că este mai mult loc, sau nevoie, de mai multă îmbunătățire. 